# Sonja Richter
Sonja Richter (* 4. Januar 1974 in Esbjerg) ist eine dänische Theater- und Film-Schauspielerin. Ab Mitte der 1990er-Jahre errang sie in ihrem Heimatland sowohl durch Auftritte in Musicals als auch durch klassische Hauptrollen im Repertoiretheater Anerkennung. Daneben trat sie seit Anfang der 2000er-Jahre in über 20 Film- und Fernsehrollen, überwiegend Dramen, in Erscheinung. Einem breiten Publikum wurde sie vor allem durch ihre erste Hauptrolle in dem Spielfilm Open Hearts (2002) bekannt.

## Leben

### Ausbildung und Theaterarbeit
Sonja Richter wuchs in Allerup, südlich ihrer Geburtsstadt in Westjütland auf. Bereits als Kind begeisterte sie sich für den Schauspielberuf, konnte aber aus Mangel an Möglichkeiten dieser Leidenschaft erst an der weiterführenden Aarhuser Kathedralschule, nachgehen. Dort trat Richter, die zu jener Zeit über ein geringes Selbstvertrauen verfügte, als Sängerin in Bands in Erscheinung und nahm an Musical-Aufführungen teil. Nach der Schule besuchte sie ein Jahr lang die musikalische Mellerup Efterskole. Zu jung, um sich an einer Schauspielschule zu bewerben, widmete sie sich gemeinsam mit ehemaligen Mitschülern und angehenden Tänzern künstlerischen Projekten. Dies führte unter anderem zum Gewinn eines Dramatiker-Wettbewerbs am Svalegangen-Theater von Aarhus.
1992 war Richter Mitbegründerin der Aarhus Musical Trup deren Vorsitz sie bis 1995 auch innehatte. Das Projekt inszenierte Musical-Aufführungen im Konzerthaus von Aarhus (Musikhuset Åarhus), unter anderem Andrew Lloyd Webbers Stück Tell Me On A Sunday, in dem Richter 1994 die Hauptrolle der talentierten Hutdesignerin Emma übernahm. Wenig später bewarb sie sich erfolgreich für eine kleine Rolle als Tänzerin in dem Rock-Musical Jesus Christ Superstar (1995) am Neuen Theater (Det Ny Teater) von Kopenhagen. Ebenfalls im Jahr 1995 wurde die 20-Jährige zu ihrer eigenen Überraschung an der Schauspielschule des Theaters von Odense angenommen. Dort erschien sie in den Stücken Anatevka und City of Angels (beide 1997). In der Spielzeit 1998/99 übernahm sie außerdem am Internationalen Musiktheater von Odense mit Erfolg die Titelrolle in Lulu – sometimes in dreams. Das Programm wurde mit dem renommierten Reumert-Theaterpreis für das Beste Cabaret ausgezeichnet und später im Londoner Place Theatre und auf dem Theaterfestival von Edinburgh aufgeführt.
Nach Ende ihrer Ausbildung im Jahr 1999 wurde Richter Vertragsschauspielerin am Theater von Odense und sie übernahm die Hauptrollen der Ophelia in Baltasar Kormákurs Inszenierung von Shakespeares Hamlet (1999) und der Bertrande in dem Musical Martin Guerre (2000). Im Jahr 2000 wechselte Richter als festes Ensemblemitglied zum Königlichen Theater in Kopenhagen, wo sie Hauptrollen in solch klassischen Stoffen wie Antonius und Cleopatra, Peer Gynt (beide 2001), Kabale und Liebe (2003) oder Ivanhoe (2003) übernahm. Großartige Kritiken brachte ihr die Titelrolle in Alexa Thers Inszenierung von Anouilhs Antigone ein, für die sie eine Nominierung für den Reumert-Theaterpreis als beste Hauptdarstellerin erhielt. Neben der Arbeit am Königlichen Theater wurde sie auch mit Engagements an Kopenhagens übrigen führenden Schauspielstätten betraut, darunter die hochgelobte Rolle eines Missbrauchsopfers in Ole Bornedals Komödie Himlen (2004) am Aveny-T. Am Betty-Nansen-Theater übernahm sie unter anderem die Titelrolle der Hedda Gabler und die der fragilen Blanche in der Uraufführung von Per Olov Enquists Blanche og Marie (beide 2006) mit Ghita Nørby. Ebenfalls im Jahr 2006 war sie gemeinsam mit dem Theaterdirektor Jon Stephensen und der Filmproduzentin Vibeke Windeløv an der Neugründung des Aveny-T als Teater X beteiligt. 2009 sah man Richter freizügig in Staffan Valdemar Holms Version von Richard III. mit Søren Sætter-Lassen, Kirsten Olesen und Birthe Neumann am Kongelige Teater. 2012 spielte sie in Katrine Wiedemanns Inszenierung von Günter Grass’ Die Blechtrommel (Bliktrommen) am Betty-Nansen-Theater neben Nikolaj Lie Kaas und Frank Thiel.

### Filmkarriere
Parallel zu ihrer Arbeit am Theater widmete sich die Schauspielerin, die sich selbst als zurückhaltend und als Perfektionistin beschreibt, ab Anfang der 2000er-Jahre sporadisch ersten Auftritten in Filmen und Fernsehserien. Den Durchbruch als Filmschauspielerin ebnete Richter die erste Hauptrolle in Susanne Biers Spielfilm Open Hearts (2002). Das Beziehungsdrama, von Bier nach den Regeln des Dogmafilms inszeniert, stellt die junge Köchin Cecilie in den Mittelpunkt, deren Verlobter (gespielt von Nikolaj Lie Kaas) durch einen Autounfall eine Querschnittlähmung davonträgt. Von ihrem Freund verstoßen, der allein versucht, mit dem Schicksalsschlag fertigzuwerden, nimmt sich der Krankenhausarzt und Familienvater Niels (Mads Mikkelsen) der verunsicherten und traumatisierten Cecilie an, dessen Ehefrau (Paprika Steen) den Unfall verschuldete. Mit Open Hearts wurde Richter einem internationalen Publikum bekannt. Der Film stand in der Gunst von Kinopublikum und Kritikern, die Biers „Balance zwischen unsentimentalem Melodram und leisem Humor“ im Stile von Andreas Dresens Halbe Treppe lobten und das Spiel der vier Hauptdarsteller hervorhoben. Mehrere Auszeichnungen folgten, darunter der Preis der dänischen Filmakademie, Robert und die Bodil, die vom Verband der dänischen Filmkritiker verliehen wird. Richter selbst errang für den Part der Cecilie ebenfalls Nominierungen für Dänemarks wichtigste Filmpreise und wurde von der heimischen Kritik als „erleuchtende Offenbarung“ gefeiert.
Nach Open Hearts erhielt Richter 2003 eine Nebenrolle in Mikael Colville-Andersens romantischem Drama Zakka West, während im selben Jahr der Part einer Kosmetologie-Studentin und früheren Pornodarstellerin in Jannik Johansens Krimikomödie Stealing Rembrandt – Klauen für Anfänger folgte, in der sie an der Seite von Lars Brygmann, Jakob Cedergren, Nikolaj Coster-Waldau und Nicolas Bro agierte. An den Erfolg von Open Hearts gelang es Richter 2004 mit zwei unterschiedlichen Spielfilmrollen anzuknüpfen. In Annette K. Olesens Gefängnisfilm In deinen Händen, ebenfalls nach den Dogma-Regeln inszeniert, übernahm sie an der Seite von Ann Eleonora Jørgensen die Rolle eines Junkies, der sich versucht mit Hilfe einer Gefängnisinsassin (gespielt von Trine Dyrholm) von der Sucht zu befreien. In Erik Clausens Drama Villa paranoia schlüpfte sie dagegen in die „formidable“ Rolle einer verzweifelten Schauspielerin, die aus Mangel an Erfolg auf einer Hühnerfarm anheuert und dort die Betreuung eines bettlägerigen, verstummten alten Mannes (gespielt von Frits Helmuth) übernimmt. Sowohl der Part der Marion in In deinen Händen als auch der der Anna in Villa paranoia brachten Richter bei der Robert- und Bodil-Verleihung 2005 jeweils Nominierungen als beste Neben- und Hauptdarstellerin ein. Bereits ein Jahr zuvor war sie auf den 54. Filmfestspielen von Berlin für ihre „starke und glaubwürdige“ Leistung in In deinen Händen gemeinsam mit Schauspieltalenten wie der Spanierin Elena Anaya oder der Deutschen Maria Simon mit dem Shooting Star Award ausgezeichnet worden.
2007 war Richter, die sich unter anderem für den Schauspieler Jim Carrey und den Regisseur Lukas Moodysson begeistert, gemeinsam mit Pernilla August und Jesper Christensen in Per Flys sechsstündiger Fernsehproduktion Performances zu sehen. Dem Mehrteiler, der aus sechs Perspektiven von den Proben zu Shakespeares Venus und Adonis an einem Kopenhagener Theater erzählt, war in Dänemark Erfolg bei Kritikern beschieden und erreichte ein Fernsehpublikum von 500.000 Zuschauern. Für die Rolle der Exfreundin des Theaterregisseurs erhielt die Schauspielerin den Darstellerpreis des Internationalen Fernsehfestivals von Monte Carlo zugesprochen. Im selben agierte sie in Hans Fabian Wullenwebers Thriller Cecilie (2007) in der Titelrolle einer jungverheirateten Lehrerin, die von unheimlichen Albträumen und Visionen geplagt wird. Dies brachte ihr eine erneute Nominierung für die Bodil als Beste Hauptdarstellerin ein. Nach Nebenrollen in unter anderem Søren Kragh-Jacobsens Thriller Was niemand weiß, der Selma-Lagerlöf-Biografie Selma (beide 2008) und Ole Bornedals Thriller Fri os fra det onde (2009) folgten 2010 Hauptrollen in Kristian Petris schwedischem Thriller Ond tro an der Seite von Jonas Karlsson. Als erotisch besessene Frau setzte Per Fly Richter im Stil von Eine verhängnisvolle Affäre erneut in seinem Spielfilm Unter die Haut – Gefährliche Begierde (2010, Alternativtitel: Unter die Haut) ein. Darin ist sie als erfolgreiche Modefotografin „K“ zu sehen, die trotz Ehemann (gespielt von Mikael Nyqvist) und Kind eine Affäre mit einem Polen (Marcin Dorociński) eingeht.
Richter lebt in Frederiksberg und ist mit dem Musikproduzenten Mads BB Krog liiert. Sie spricht Deutsch und Englisch und begeistert sich für die Werke William Shakespeares und J. R. R. Tolkiens, den Maler Salvador Dalí und die Musiker Ray Charles und Björk. Neben der Arbeit als Schauspielerin trat sie in der Vergangenheit auch sporadisch als Synchronsprecherin in Erscheinung und wurde 2005 von der dänischen Regierung als Mitglied eines Kulturkanons für darstellende Künste ausgewählt. 2006 warb sie als Model für die dänische Handelskette Matas. Ende September 2007 verlieh Kronprinz Frederik von Dänemark der 33-jährigen Schauspielerin in Anerkennung an ihre Arbeit den mit 500.000 dänische Kronen (67.000 Euro) dotierten Kronprinzenpaar-Kulturpreis („Kronprinsparrets Kulturpris“). 2008 wurde sie in die Jury des Internationalen Filmfestivals von Göteborg berufen. 2011 engagierte sie sich gemeinsam mit anderen Schauspielern wie Nikolaj Coster-Waldau, Sofie Gråbøl, Sidse Babett Knudsen, Lars Mikkelsen oder Ghita Nørby für die dänische Kunst- und Kulturkampagne „Vild med Kunst“.

## Theaterstücke
| Jahr      | Theaterstück (Originaltitel)                   | Rolle              | Bühne                             |
| --------- | ---------------------------------------------- | ------------------ | --------------------------------- |
| 1994      | Tell Me On A Sunday                            | Emma               | Aarhus Musical Trup               |
| 1994      | Jesus Christ Superstar                         | Tänzerin           | Det Ny Teater                     |
| 1997      | Anatevka (Spillemand på en tagryg)             | Chava              | Odense Teater                     |
| 1997      | City of Angels                                 | Kvartet            | Odense Teater                     |
| 1998/1999 | Lulu – sometimes in dreams                     | Lulu               | Odense Internationale Musikteater |
| 1999      | Hamlet                                         | Ophelia            | Odense Teater                     |
| 2000      | Martin Guerre                                  | Bertrande          | Odense Teater                     |
| 2000      | Blod, Håb og Kærlighed                         | Sofia              | Odense Teater                     |
| 2000      | Aladdin                                        | Prinzessin Gulnare | Gladsaxe Teater                   |
| 2000      | Animals in Paradise (Dyr i Paradis)            | Tenna              | Det Kongelige Teater              |
| 2001      | Skyld og skyld                                 | Jeanne             | Det Kongelige Teater              |
| 2001      | Antonius und Cleopatra (Antonius og Cleopatra) | Octavia            | Det Kongelige Teater              |
| 2001      | Peer Gynt                                      | Solvejg            | Det Kongelige Teater              |
| 2002      | Jesus Christ Superstar                         | Maria Magdalena    | Østre Gasværk Teater              |
| 2002      | Festen                                         | Pia                | Mammutteateret                    |
| 2003      | Kabale und Liebe (Kabale og Kærlighed)         | Luise              | Det Kongelige Teater              |
| 2003      | Ivanhoe                                        | Lady Rowena        | Det Kongelige Teater              |
| 2003/2004 | Antigone                                       | Antigone           | Det Kongelige Teater              |
| 2004      | Kabale und Liebe (Kabale og Kærlighed)         | Luise              | Det Kongelige Teater              |
| 2004      | Himlen                                         | Sonja/Rosa         | Aveny-T                           |
| 2005      | Limbo                                          | Kim                | Betty Nansen Teatret              |
| 2005      | Indenfor Murene                                | Esther             | Det Kongelige Teater              |
| 2005      | Jorn                                           | Mattie             | Aveny-T                           |
| 2006      | Hedda Gabler                                   | Hedda              | Betty Nansen Teatret              |
| 2006/2007 | Blanche og Marie                               | Blanche            | Betty Nansen Teatret              |
| 2008      | Ein Traumspiel (Et drømmespil)                 | Agnes              | Betty Nansen Teatret              |
| 2009      | Richard III.                                   | Lady Anne          | Det Kongelige Teater              |
| 2011/2012 | Fanny und Alexander                            | Ismael             | Det Kongelige Teater              |
| 2012      | Die Blechtrommel (Bliktrommen)                 | Agnes/Roswitha     | Betty Nansen Teatret              |

## Filmografie (Auswahl)
- 2001: Sidste weekend (Kurzfilm)
- 2002: Unit One – Die Spezialisten (Rejseholdet, Fernsehserie, Episode Assistancemelding A-17/01)
- 2002: Open Hearts (Elsker dig for evigt)
- 2002: Hotellet (Fernsehserie, 4 Episoden)
- 2003: Zakka West
- 2003: Stealing Rembrandt – Klauen für Anfänger (Rembrandt)
- 2004: In deinen Händen (Forbrydelser)
- 2004: Villa paranoia
- 2005: Opbrud
- 2005: Lille Lise (Kurzfilm)
- 2005: Ørnen: En krimi-odyssé (Fernsehserie)
- 2007: Alien Teacher (Vikaren)
- 2007: Performances (Forestillinger, Fernsehserie, 6 Episoden)
- 2007: Cecilie
- 2008: Was niemand weiß (Det som ingen ved)
- 2008: Selma (Fernsehfilm)
- 2009: Flugten
- 2009: Fri os fra det onde
- 2010: Unter die Haut – Gefährliche Begierde (Kvinden der drømte om en mand)
- 2010: Ond tro
- 2010: Du Er (Fernsehfilm)
- 2011: Sons of Norway (Sønner av Norge)
- 2012: Kommissarin Lund – Das Verbrechen (Forbrydelsen, Fernsehserie, 2 Episoden)
- 2013: Erbarmen (Kvinden i buret)
- 2014: When Animals Dream (Når dyrene drømmer)
- 2014: The Homesman
- 2014: Teenland
- 2016: Der Tag wird kommen (Der kommer en dag)
- 2016: Follow the Money (Bedrag, Fernsehserie, 10 Episoden)
- 2018: Wildhexe (Vildheks)
- 2019: Deutschstunde
- 2019: Suicide Tourist – Es gibt kein Entkommen (Selvmordsturisten)
- 2020: Krudttønden
- 2022: Liebe für Erwachsene (Kærlighed for voksne)
- 2022: Burn All My Letters (Bränn alla mina brev)
- 2023: Nightwatch: Demons Are Forever (Nattevagten – Dæmoner går i arv)
- 2024: Festmachen (Fernsehserie, 5 Episoden)

## Auszeichnungen

### Bodil
- 2003: nominiert als Beste Hauptdarstellerin für Open Hearts
- 2005: nominiert als Beste Hauptdarstellerin für Villa paranoia und als Beste Nebendarstellerin für In deinen Händen
- 2008: nominiert als Beste Hauptdarstellerin für Cecilie
- 2014: nominiert als Beste Nebendarstellerin für Erbarmen

### Robert
- 2003: nominiert als Beste Hauptdarstellerin für Open Hearts
- 2005: nominiert als Beste Hauptdarstellerin für Villa paranoia und als Beste Nebendarstellerin für In deinen Händen
- 2014: nominiert als Beste Hauptdarstellerin für Erbarmen

### Weitere
- 2001: Darstellerpreis des Internationalen Fernsehfestivals von Monte Carlo für Performances
- 2003: Darstellerpreis des Noir Film Festivals für Stealing Rembrandt (Napapijiri-Preis)
- 2004: Dänischer „Shooting Star“ bei den Internationalen Filmfestspielen Berlin
- 2004: Nominierung für den Reumert für Antigone (Beste Hauptdarstellerin in einem Theaterstück)
- 2007: Kronprinsparrets Kulturpris (Kulturpreis des dänischen Kronprinzenpaares)